# Biel (Ostrów Mazowiecka)
Pour les articles homonymes, voir Biel.
Biel (prononciation : [bjɛl]) est un village polonais de la gmina d'Ostrów Mazowiecka dans le powiat d'Ostrów Mazowiecka de la voïvodie de Mazovie dans le centre-est de la Pologne.
Il se situe à environ 5 kilomètres à l'est d'Ostrów Mazowiecka (siège du powiat) et à 91 km au nord-est de Varsovie (capitale de la Pologne).
Le village compte approximativement une population de 970 habitants en 2009.

## Histoire
De 1975 à 1998, le village appartenait administrativement à le powiat d'Ostrów dans la voïvodie d'Ostrołęka.